# Saxifraga acerifolia
Saxifraga acerifolia är en stenbräckeväxtart som beskrevs av Wakabayashi och Satomi. Saxifraga acerifolia ingår i Bräckesläktet som ingår i familjen stenbräckeväxter. Inga underarter finns listade i Catalogue of Life.